# Acacia tabula
Acacia tabula är en ärtväxtart som beskrevs av Molyneux och Forrester. Acacia tabula ingår i släktet akacior, och familjen ärtväxter. Inga underarter finns listade i Catalogue of Life.